# Historia Calamitatum
HISTORIA CALAMITATUM ou ABÆLARDI AD AMICUM SUUM CONSOLATORIA, em português sendo traduzida como História das Minhas Calamidades, é uma autobiografia escrita em latim pelo famoso escolástico (na verdade, pioneiro da Escolástica) Pedro Abelardo. Trata-se da primeira obra autobiográfica da Europa Ocidental, escrita em forma da carta, é claramente influenciada pelas Confissões de Santo Agostinho. Um dos principais méritos da HISTORIA CALAMITATUM está em prover ao leitor uma visão do que era a vida intelectual em uma Paris anterior a criação das universidades, um período de grande agitação intelectual, marcado pela presença da Igreja (tanto é que o filósofo mais tarde tornar-se-á monge), e, claro, de seu relacionamento com Heloísa de Argenteuil.